# サウジ・スーパーカップ
サウジ・スーパーカップ（英語: Saudi Super Cup）は、2013年に創設された、サウジアラビアにおけるサッカーのスーパーカップ戦である。

## 大会形式
2013年から2021年までの大会では、前シーズンのサウジ・プロフェッショナルリーグ優勝チームとサウジ国王杯の優勝チームが出場していた。前年のサウジ・プロフェッショナルリーグ優勝とサウジ国王杯の優勝クラブが同一だった場合は、前年のサウジ・プロフェッショナルリーグで2位のチーム又は、前年のサウジ国王杯で準優勝チームに代替で出場権が与えられていた。
2022年からは4チームに大会を拡大し、前シーズンのサウジ・プロフェッショナルリーグとサウジ国王杯の優勝チームと準優勝チームが出場する。出場チームが同一だった場合、前年のサウジ・プロフェッショナルリーグ3位に代替で出場権が与えられる。試合時間は前後半各45分で行ない、勝敗が決まらない場合にはPK戦によって勝敗を決める。

## 歴代優勝クラブ
| 年度 | 優勝             | スコア         | 準優勝             |
| ---- | ---------------- | -------------- | ------------------ |
| 2013 | アル・ファティフ | 3-2 (延長)     | アル・イテハド     |
| 2014 | アル・シャバブ   | 1-1 4-3 (PK戦) | アル・ナスル       |
| 2015 | アル・ヒラル     | 1-0            | アル・ナスル       |
| 2016 | アル・アハリ     | 1-1 4-3 (PK戦) | アル・ヒラル       |
| 2017 | 非開催           | 非開催         | 非開催             |
| 2018 | アル・ヒラル     | 2-1            | アル・イテハド     |
| 2019 | アル・ナスル     | 1-1 5-4 (PK戦) | アル・タアーウン   |
| 2020 | アル・ナスル     | 3-0            | アル・ヒラル       |
| 2021 | アル・ヒラル     | 2-2 4-3 (PK戦) | アル・ファイサリー |
| 2022 | アル・イテハド   | 2-0            | アル・フェイハ     |
| 2023 | アル・ヒラル     | 4-1            | アル・イテハド     |
| 2024 | アル・ヒラル     | 4-1            | アル・ナスル       |
| 2025 |                  |                |                    |

## クラブ別優勝回数
| クラブ名           | 優 | 準 | 優勝年                       | 準優勝年         |
| ------------------ | -- | -- | ---------------------------- | ---------------- |
| アル・ヒラル       | 5  | 2  | 2015, 2018, 2021, 2023, 2024 | 2016, 2020       |
| アル・ナスル       | 2  | 3  | 2019, 2020                   | 2014, 2015, 2024 |
| アル・イテハド     | 1  | 3  | 2022                         | 2013, 2018, 2023 |
| アル・ファティフ   | 1  | 0  | 2013                         |                  |
| アル・シャバブ     | 1  | 0  | 2014                         |                  |
| アル・アハリ       | 1  | 0  | 2016                         |                  |
| アル・タアーウン   | 0  | 1  |                              | 2019             |
| アル・ファイサリー | 0  | 1  |                              | 2021             |
| アル・フェイハ     | 0  | 1  |                              | 2022             |